# Ałtaj (miasto)
Ałtaj (kaz. Алтай; ros. Алтай; do 2019 roku Zyrianowsk) – miasto o znaczeniu obwodowym w północno-wschodnim Kazachstanie, w obwodzie wschodniokazachstańskim, siedziba administracyjna rejonu Ałtaj. W 2009 roku liczyło ok. 39 tys. mieszkańców. Ośrodek wydobycia rud ołowiu i cynku, hutnictwa oraz przemysłu materiałów budowlanych, spożywczego i włókienniczego.
Miejscowość została założona w 1791 roku w związku z rozpoczęciem eksploatacji okolicznych złóż rud ołowiu, kadmu i złota. W 1941 roku otrzymała prawa miejskie.
3 stycznia 2019 roku zmieniono nazwę miasta z Zyrianowsk na Ałtaj.